# قطار سیلور استریک
قطار سیلور استریک (به انگلیسی: Silver Streak) یک فیلم زوج هنری کمدی و دلهره‌آور آمریکایی محصول سال ۱۹۷۶ است که دربارهٔ قتلی در سفر قطار لس آنجلس به شیکاگو است. کارگردانی آن را آرتور هیلر برعهده داشت و جین وایلدر، جیل کلایبورگ و ریچارد پرایر در آن نقش آفرینی کردند و پاتریک مک گوهان، ند بیتی، کلیفتون جیمز و ریچارد کیل در نقش‌های فرعی بازی کردند. موسیقی فیلم اثر هنری مانچینی است.

## داستان
یک ویراستار کتاب احمق در قطاری که از لس آنجلس به سمت شیکاگو می‌رود تصور می‌کند مردی را دیده که به قتل رسیده و از قطار به بیرون پرتاب شده‌است.